# Clathrus archeri
Los dedos del diablo,seta calamar o estrella roja (Clathrus archeri), es un hongo basidiomiceto de la familia Phallaceae australiano o neozelandés, fue descubierto por primera vez en Europa por Valentín Sant Mora en 1914 en el distrito francés de Saint-Dié-des-Vosges. Se sospecha que llegó a este lugar durante la Primera Guerra Mundial por medio de las esporas fijadas a los caballos de los soldados australianos y de su forraje, o simplemente en las botas de los soldados.
También se baraja la posibilidad de que se introdujera en el distrito francés de Burdeos en los hilados de Raon-l'Étape al viajar las esporas a través de las lanas llegadas del hemisferio sur.
Su extensión se habría hecho a toda Europa a partir de estos dos polos, siempre de forma puntual y aislada, al norte de Italia, Eslovaquia, Sajonia y Bélgica. En los años sesenta se constató su presencia al sur de los Pirineos y actualmente se tiene constancia de este hongo en todas las regiones de la Cornisa Cantábrica y Galicia.

## Características
En un principio se encuentra encerrado en un huevo de blanco a rosado, el carpóforo se despliega en 4 a 8 brazos de color rojo que recuerdan a tentáculos. Este carpóforo se encuentra cubierto por la gleba que recubre toda o casi toda su superficie interna. Habitualmente presentan un pseudoestípite muy reducido oculto en la volva.
Tiene un olor nauseabundo a gas o a carne en descomposición, que atrae a los insectos que transportan las esporas. No es comestible.

## Hábitat
Este hongo se encuentra en verano y el otoño en los bosques húmedos de planifolios, más raramente en bosques de coníferas, y a veces en los prados húmedos u orillas de ríos.
Se encuentra sobre todo en zonas húmedas, próximas a ríos y prados, de ahí que se haya adaptado muy bien a Galicia, donde cada año se cuentan más